# 婁繼英
娄继英（？—937年），五代十国后梁、后唐、后晋官员。
娄继英担任绛、冀二州刺史、北面水陆转运使、耀州團練使。当初后梁把黄河的堤坝打开，连续几年使曹州、濮州受害，924年，李存勖命令右监门上将军娄继英督率汴州、滑州的士卒，把决口堵住。后晋高祖时，为左监门卫上将军。937年，武卫上将军娄继英曾经臣事后梁末帝朱友贞，任内诸司使，请求收殓朱友贞的首级以便埋葬。娄继英儿媳妇是温延沼之女，唐明宗诛杀温延沼之父温韬，温延沼兄弟废居许州，心常怨望。范延光造反，娄继英的弟弟为魏州子城都虞候，范延光派遣使者用蜡丸密书招诱娄继英，娄继英于是派温延沼入魏周见范延光，范延光大喜，给他信箭，让他们夺取许州。温延沼与其弟温延浚、温延衮招募千人，许州节度使苌从简防备甚严。范延光蜡书事泄于京师，娄继英、尹晖因为事情泄露，都逃到了许州。忠武节度使苌从简以重兵防备他们，温延浚等不敢发作，想杀了娄继英以表白自己，温延沼阻止了他，便一同投奔了张从宾。娄继英知道了他们的阴谋，劝张从宾捉获温家三兄弟，都把他们杀了。张从宾失败，娄继英被押送到大梁，为杜重威所杀，诛灭了他的家族。娄继英没有来得及安葬朱友贞就被杀死，后晋高祖下诏后梁旧臣右卫上将军安崇阮与朱友贞旧妃郭氏把他安葬了。